# Abelardo Díaz Alfaro
Abelardo Díaz Alfaro (Caguas (Puerto Rico), Puerto Rico; 24 de julio de 1916-Guaynabo, Puerto Rico; 22 de julio de 1999) fue un escritor, trabajador social y periodista puertorriqueño, defensor de la idiosincrasia puertorriqueña, considerado el más importante cuentista de tema criollista en Puerto Rico.

## Biografía
Su padre era el pastor Don Abelardo Díaz Morales y su madre maestra, Doña Asunción Alfaro Prats. Hizo su bachillerato en artes en el Instituto Politécnico de San Germán y obtuvo una licencia en trabajo social de la Universidad de Puerto Rico, con especialidad en sociología. 
Fue trabajador social en la zona rural de Puerto Rico, en particular en el Barrio Yaurel del pueblo de Arroyo, esto le inspiró para la redacción de todos sus cuentos. Después de publicar algunos cuentos en la revista La Torre, en 1947 publicó una colección titulada Terrazo (la que escribió siendo trabajador social en Arroyo), que recibió el premio de la Sociedad de Periodistas Universitarios de Río Piedras. Siguió publicando cuentos en revistas como Puerto Rico Evangélico, Alma Latina, La Democracia de Nueva York, El Mundo, la Revista del Instituto de Cultura entre otras.
En 1967 publicó Mi Isla Soñada, colección de libretos radiofónicos escritos para la emisora gubernamental WIPR.
También para WIPR escribió los programas Teyo Gracia y Retablo del solar, en los que describió típicos personajes isleños. Numerosos cuentos fueron traducidos a diferentes idiomas (inglés, checo, francés, etc.). En 1998, los cuentos reunidos en Terrazo inspiraron la producción la película Cuentos para despertar realizada por Luis Molina Casanova. 
Díaz Alfaro falleció en Guaynabo, Puerto Rico, un 22 de julio de 1999. Como última voluntad, luego de ser velado en el Instituto de Cultura Puertorriqueña, su cuerpo fue llevado en una carreta tirada por bueyes hasta su lugar de descanso final.

## Obras
- Tengo hambre (1947)
- Mi isla soñada'qLos Perros
- The Eye of the Heart
- United States in Literature
- Cuentos del Mundo Hispano
- Changes Antología Mundial
- The Green Antilles
- Contemporary Readers
- National Catholic
- The Princeton Tiger
- Europe in France
- Santa Clo va a La Cuchilla
- Campo Alegre